# Матричний елемент
Ма́тричним елеме́нтом квантово-механічного оператора {\displaystyle {\hat {A}}} називається вираз
{\displaystyle \langle i|{\hat {A}}|j\rangle =\int \psi _{i}^{*}{\hat {A}}\psi _{j}d\tau },
де {\displaystyle \psi _{i(j)}} — дві різні хвильові функції, які здебільшого
вибираються із певного ортонормованого базису, а інтегрування проводиться по
простору, визначеному усіма змінними системи.

## Матричний елемент добутку двох операторів
Якщо {\displaystyle |i\rangle } складають ортонормований базис, то, скориставшись умовою повноти базису, можна записати
{\displaystyle \langle i|{\hat {A}}{\hat {B}}|j\rangle =\sum _{k}\langle i|{\hat {A}}|k\rangle \langle k|{\hat {B}}|j\rangle },
що відповідає правилу множення матриць.

## Значення в квантовій механіці
Історично поняття матричного елемента склалося в період розвитку матричної механіки, в
рамках якої квантово-механічна система описувалася загалом нескінченним набором можливих станів, взаємодія між якими задавалася за допомогою певної матриці, теж загалом нескінченного рангу. Після відкриття рівняння Шредінгера, були виведені приведені вище загальні правила для отримання матричних елементів.
Матричними елементами здебільшого описуються амплітуди ймовірності переходу квантово-механічної системи із одного стану в інший.
Необхідно зазначити, що в математиці матричним елементом можна назвати елемент будь-якої матриці, проте сенс, у якому цей термін вживається у квантовій механіці набагато конкретніший і інформативніший.